# 学士（経済学）
学士（経済学）（がくし けいざいがく、英：BEc,Bachelor of Economics）は、学士の学位の一つ。経済学系統の学位としては修士（経済学）、博士（経済学）がある。
主に、四年制大学の政治経済学部経済学科、経済学部各学科の卒業生に授与される学位であるが、独立行政法人大学改革支援・学位授与機構において経済学の専攻分野で学位授与を申請し審査に合格した場合にも当該学位が授与される。
旧制度では経済学士の称号であったが、1991年(平成3年)の学校教育法改正により、学士（経済学）の学位となった。この制度改正に伴い、従前の制度で授与されていた経済学士の称号については学校教育法附則にて学位と看做されることとなった。

## 経済学分野の学士号～多様化する学位～
現在の学位制度では、学位名称は大学や授与機関単位で設定することとしており、経済学分野の学士号も多様化している。
| 経済学および関連分野の学士号の例(日本の例：その一部) | 経済学および関連分野の学士号の例(日本の例：その一部) | 経済学および関連分野の学士号の例(日本の例：その一部) | 経済学および関連分野の学士号の例(日本の例：その一部) | 経済学および関連分野の学士号の例(日本の例：その一部) |
| 法学政治学関係                                       | 法学政治学関係                                       | 法学政治学関係                                       | 法学政治学関係                                       | 法学政治学関係                                       |
| ---------------------------------------------------- | ---------------------------------------------------- | ---------------------------------------------------- | ---------------------------------------------------- | ---------------------------------------------------- |
| 経済学                                               | 経営経済学                                           | 国際政治経済学                                       |                                                      |                                                      |
| 商学経済学関係                                       |                                                      |                                                      |                                                      |                                                      |
| 経済学                                               | 経済                                                 | 経営経済学                                           | 国際経済学                                           | 経済情報                                             |
| 経済情報学                                           | 現代経済学                                           | 現代政策学                                           | 国際政治経済学                                       | 社会経済学                                           |
| その他の社会科学関係                                 |                                                      |                                                      |                                                      |                                                      |
| 経済学                                               | 法経                                                 | 経済法学                                             |                                                      |                                                      |